# Paulo Villas Boas de Almeida
Paulo Villas Boas de Almeida, detto Paulinho (Franca, 26 gennaio 1963), è un ex cestista brasiliano.

## Carriera
Con il Brasile ha disputato due edizioni dei Giochi olimpici (Seul 1988, Barcellona 1992), due dei Campionati mondiali (1986, 1994) e tre dei Campionati americani (1984, 1988, 1992).